# Muralto
Muralto je obec ve švýcarském kantonu Ticino, okresu Locarno. Žije zde přibližně 2 700 obyvatel.

## Geografie
Obec se rozrostla společně se sousedním Locarnem a leží u jezera Lago Maggiore na východním okraji delty řeky Maggia. Sousedními obcemi jsou Locarno, Minusio a Orselina. Se svou rozlohou necelých 0,6 km² je plošně nejmenší obcí kantonu Ticino.

## Historie

Letecký pohled (1919)

Muralto bylo poprvé zmíněno v dokumentech ve slovním spojení de Muralto v roce 1235. Název pochází z latinského mūrus „zeď“ a altus „vysoký“ a pravděpodobně připomíná pozůstatky z římských dob.
Ve skutečnosti byla oblast osídlena již v rané římské době. Archeologicky byla zaznamenána obytná čtvrť, obchodní čtvrť, nekropole (s dosud známými 300 hroby) a vojenský tábor. Rozloha vicusu naznačuje intenzivní obchodní vztahy mezi alpskými údolími a Pádskou nížinou.
Předchůdcem dnešního kolegiátního kostela San Vittore, postaveného v letech 1190/1300, byla raně křesťanská bazilika z 5. nebo 6. století. San Vittore byl do roku 1816 také farním kostelem Locarna. Hrad, z něhož zbyly jen ruiny, byl rodovým sídlem šlechtického rodu von Muralt.
V první polovině 19. století ztratila Orselina-Muralto svůj význam regionálního centra ve prospěch Locarna, které v letech 1825/26 vybudovalo nový přístav. V roce 1874 bylo Muralto napojeno na železnici. V rámci turistického boomu byl v letech 1874/76 postaven Grand Hôtel Locarno a v roce 1886 hotel Reber, které byly v roce 2006 uzavřeny. V roce 1881 se místní část Muralto oddělila od Orseliny a od té doby tvoří vlastní politickou obec. V roce 1893 zavedla jako první v regionu elektrické osvětlení.

## Obyvatelstvo
| Rok            | 1850 (vč. Orseliny) | 1888 | 1900 | 1950 | 1970 | 2000 | 2010 | 2020 |
| Počet obyvatel | 782                 | 1019 | 1502 | 2673 | 3090 | 2676 | 2769 | 2604 |

## Hospodářství a doprava

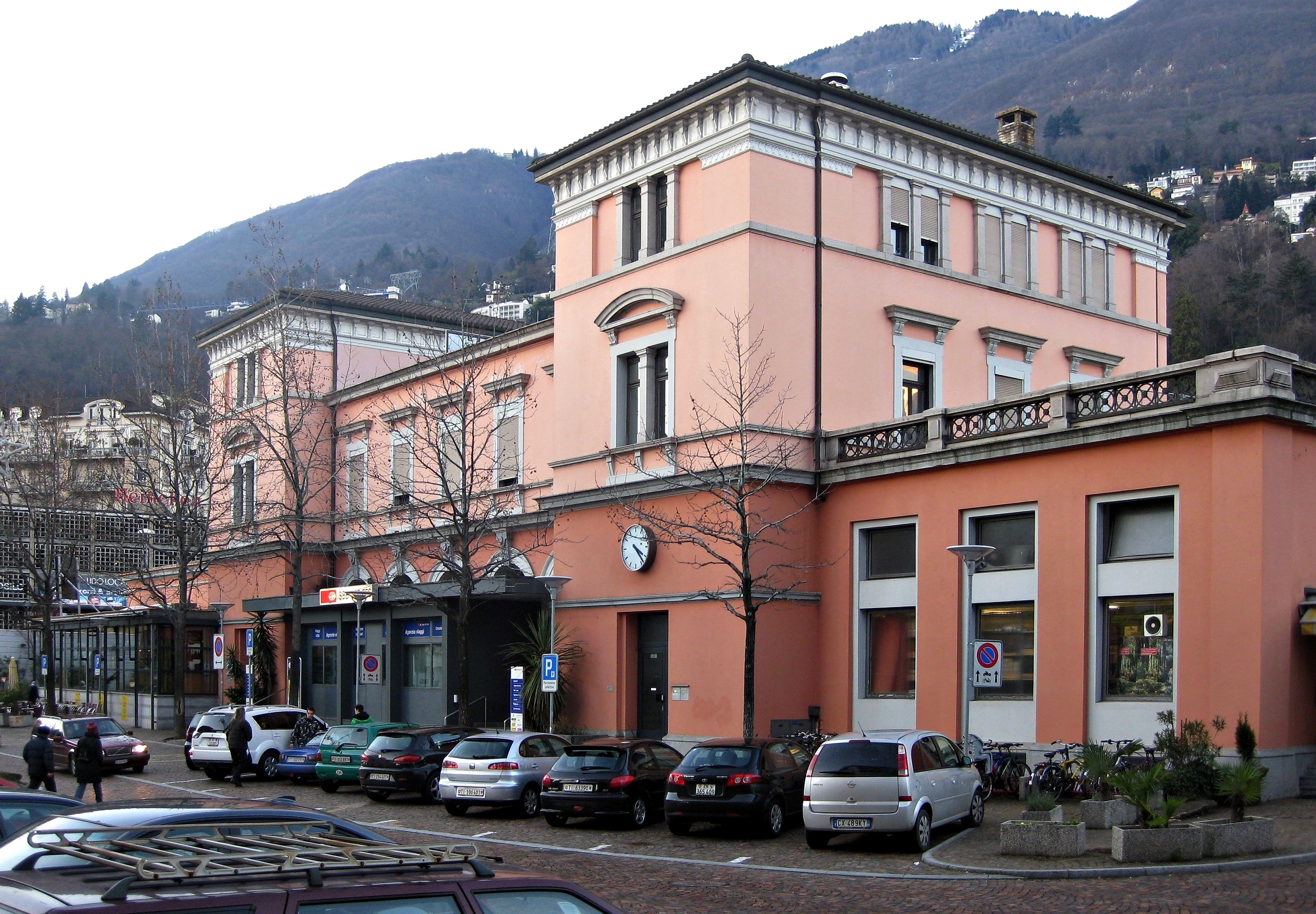
Železniční stanice Locarno

Dnes je Muralto významným turistickým střediskem, víceúčelové kongresové centrum má regionální význam. V roce 2005 bylo v obci přibližně 95 % pracovních míst v sektoru služeb.
V Muraltu se nachází železniční stanice Locarno, kde končí dvě železniční tratě. Jedná se trať SBB s normálním rozchodem otevřenou z Bellinzony, navazující na Gotthardskou dráhu a která se území obce Locarno nedotýká, a úzkorozchodnou trať Centovalli (FART/SSIF) z Domodossoly. Obě tratě končí v koncových stanicích, trať SBB v nadzemním „hlavním nádraží“, trať FART od roku 1990 ve vlastní podzemní stanici v areálu SBB severně od objektů SBB. FART se do podzemní stanice dostává svou tunelovou trasou, která začíná před Locarnem San Antonio a prochází pod Locarnem.

## Osobnosti
V obci se usadila řada slavných osobností, mimo jiné malíř Paul Klee a psychoanalytik Erich Fromm.